# Watarasebashi
Singles de Aya Matsuura
Your Song: Seishun Sensei
(2004) Zutto Suki de Ii desu ka
(2005)
Singles par Ayayamu with Eco Hams
Tensai! Let's Go Ayayamu
(2004)
Watarasebashi (渡良瀬橋) est le 15e single de Aya Matsuura, sorti le 20 octobre 2004 au Japon sous le label Zetima, dans le cadre du Hello! Project.

## Présentation
Le single atteint la 6e place du classement de l'Oricon. Il se vend à 29 304 exemplaires la première semaine, et reste classé pendant 6 semaines, pour un total de 47 857 exemplaires vendus. Il sort également dans une édition limitée, et en format "Single V" (DVD).
La chanson-titre est une reprise d'une chanson de Chisato Moritaka sortie en single en 1993. Elle figurera uniquement sur la compilation Aya Matsuura Best 1 de 2005. Elle sera également reprise en 2005 par Maki Gotō sur son album 3rd Station.
La chanson en "face B" est écrite et composée par Tsunku.

## Liste des titres
| 1. | Watarasebashi (渡良瀬橋)                 | Chisato Moritaka | Hideo Saitō / Kōji Magaino | 4:17 |
| 2. | I Love You no Tsuzuki (I LOVE YOUの続き) | Tsunku           | Tsunku / Shōichirō Hirata  | 5:00 |
| 3. | Watarasebashi (Instrumental) (渡良瀬橋)  |                  | Hideo Saitō / Kōji Magaino | 4:13 |

| 1. | Watarasebashi (渡良瀬橋)                                 |  |
| 2. | Watarasebashi (Close up Ver.) (渡良瀬橋 (Close up Ver.)) |  |
| 3. | Watarasebashi Making of (渡良瀬橋メイキング映像)         |  |

## Interprétations à la télévision
- CDTV (2004.10.16)
- Hello! Morning (2004.10.24)
- Music Fighter (2004.10.29)
- Music Station (2004.10.29)
- Utaban (2004.11.04)
- Pop Jam (2004.11.05)
- CDTV (Special Live 2004-2005) (2004.12.31)
- Shimura Ken no Bakatonosama (2005.01.04)
- Music Fair 21 (2005.01.22)